# Рыхлик, Пётр Григорьевич
Пётр Григорьевич Рыхлик (20 февраля 1923 года — 24 апреля 1983 года) — сержант, командир отделения разведки 113-го минометного полка 2-й миномётной бригады 6-й артиллерийской дивизии прорыва РГК 47-й армии 1-го Белорусского фронта, полный кавалер Ордена Славы (1945).

## Биография
Родился 20 февраля 1923 года в селе Павловка ныне Кобелякского района Полтавской области в крестьянской семье.
Окончил 7 классов, работал в колхозе имени Степана Разина.
В 1942 году был призван в ряды РККА, с этого же времени находился на фронтах Великой Отечественной войны.
20 августа 1944 года сержант Рыхлик, будучи командиром отделения разведки 113-го минометного полка 2-й миномётной бригады 6-й артиллерийской дивизии 8-й гвардейской армии 1-го Белорусского фронта, в боях по расширению и удержанию плацдарма на левом берегу реки Висла у населённого пункта Гловачув к юго-востоку от Варшавы обнаружил 2 артиллерийских и 2 миномётных батареи и 7 пулемётов. По его целеуказаниям огнём миномётного дивизиона они были уничтожены. 21 августа 1944 года, находясь в боевых порядках пехоты, участвовал в отражении контратак противника и уничтожил 5 вражеских солдат. 8 сентября 1944 года награждён орденом Славы 3 степени.
11 октября 1944 года в том же боевом составе 47-й армии в бою в 36 км к юго-востоку от Варшавы при восстановлении линии связи с контрольным пунктом стрелкового батальона был контужен, но продолжал выполнять поставленную задачу. 14 октября для организации взаимодействия в бою скрытно провел командира миномётного дивизиона под непрерывным огнём противника на контрольный пункт стрелкового батальона. 12 января 1945 года награждён орденом Славы 2 степени.
17 апреля 1945 года на подступах к Берлину вблизи населённого пункта Вевэ южнее города Врицен под огнём вел разведку противника, по его докладу огёем дивизиона было уничтожено 2 пулемёта, 2 орудия и 4 замаскированных танка.
20 апреля 1945 года в районе населённого пункта Берникке в 20 км к северо-востоку от Берлина был ранен, но продолжал вести наблюдение за противником и передавать на контрольный пункт дивизиона сведения о расположении вражеских огневых средств. Указом Президиума Верховного Совета СССР от 31 мая 1945 года награждён орденом Славы 1 степени.
В 1945 году демобилизован в звании старшины. После демобилизации жил в посёлке Чурилково Домодедовского района Московской области, работал шофёром в совхозе «Ямской» Домодедовского района.
Умер 24 апреля 1983 года. Похоронен на кладбище деревни Жеребятьево Домодедовского района.